# 5120 Bitias
5120 Bitias eller 1988 TZ1 är en trojansk asteroid i Jupiters lagrangepunkt L5. Den upptäcktes 13 oktober 1988 av den amerikanska astronomen Carolyn S. Shoemaker vid Palomar-observatoriet. Den är uppkallad efter Bitias i den grekiska mytologin.
Asteroiden har en diameter på ungefär 47 kilometer.